# Panic (Rumunia)
Panic (węg. Szilágypanit) – wieś w Rumunii, w okręgu Sălaj, w gminie Hereclean. W 2011 roku liczyła 963 mieszkańców.